# Cratocnema politum
Cratocnema politum är en stekelart som beskrevs av Szepligeti 1914. Cratocnema politum ingår i släktet Cratocnema och familjen bracksteklar. Inga underarter finns listade i Catalogue of Life.